# Hôtel Robinson
Albums de Olivier Cadiot Rodolphe Burger
On n'est pas des indiens c'est dommage
(2000) Guitar Music
(2002)
Hôtel Robinson est le deuxième album issue de la collaboration d'Olivier Cadiot et Rodolphe Burger, paru en 2002 chez Dernière bande.

## Historique
Après s'être croisés autour d'Alain Bashung pour le titre Samuel Hall, Olivier Cadiot et Rodolphe Burger ont commencé quelques expérimentations comme Hôtel Robinson.
Celui-ci mélange des interviews et des prises de sons enregistrées pour l'occasion sur l'île de Batz en mars et mai 2002, samplées et mixées par Olivier Cadiot, des musiques et chants de Rodolphe Burger ainsi que d'autres matériaux sonores, notamment une interview de Henry Miller sur "Hôtel Robinson" et un cours de Gilles Deleuze sur "Je nage".
L'album a principalement été enregistré live aux "Voûtes" le 28 juin 2002 (sauf "Cheval Mouvement" enregistré live au Festival des Vieilles Charrues le 19 juillet 2002).
Réalisé avec la participation de:
1. Rodolphe Burger : voix, guitare, sampler
2. Olivier Cadiot : sample vocal
3. Marco de Oliveira : basse
4. Arnaud Dieterlen : rythmes, samples

## Liste des titres de l'album
1. Intro
2. Le B. à Batz (Olivier Cadiot - Rodolphe Burger / Rodolphe Burger)
3. Totem et Tabou (Olivier Cadiot / Rodolphe Burger)
4. Intermède
5. Cheval mouvement (Olivier Cadiot / Rodolphe Burger)
6. From the East to the West (Rodolphe Burger)
7. Billy the Kid ( Spicer / Rodolphe Burger)
8. Je nage (Olivier Cadiot - Gilles Deleuze / Rodolphe Burger)
9. Hotel Robinson (Olivier Cadiot / Rodolphe Burger - James Blood Ulmer)
10. Choral (Olivier Cadiot - Rodolphe Burger / Rodolphe Burger - Olivier Cadiot - "Marco de Oliveira"- "Arnaud Dieterlen")